# Хачемзий
Хачемзий (адыг. Хьакӏэмзый) — аул в Кошехабльском районе Республики Адыгея России. Входит в состав Дмитриевского сельского поселения.

## География
Находится в степной зоне, на левом берегу реки Фарс, в 6 км западнее центра сельского поселения посёлка Дружба, в 17 км северо-западнее районного центра аула Кошехабль.

## Население
| 2002 | 2010 | 2013 | 2014 | 2015 | 2016 | 2017 |
| ---- | ---- | ---- | ---- | ---- | ---- | ---- |
| 690  | ↗716 | ↘704 | ↘693 | ↘685 | ↘679 | ↗684 |
| 2018 | 2019 | 2020 | 2021 | 2023 | 2024 |      |
| ↘672 | ↘658 | ↗663 | ↘655 | ↘653 | ↘642 |      |

## Улицы
| - Восточная, - Интернациональный переулок, - Кирова, - Комсомольская, - Крылова, - Ленина, - Лермонтова, | - Островского, - Пионерская, - Пушкина, - Речная, - Степная, - Школьная, - Энгельса. |

Основан в 1864 году.

## Известные люди
- Бричев, Валерий Махмудович (род. 10.09.1941) — генерал-майор в отставке.